# Roxanne Rae
Roxanne Rae (Trenton, Nueva Jersey; 7 de diciembre de 1993) es una actriz pornográfica y modelo erótica estadounidense.

## Biografía
Nació en el estado de Nueva Jersey, en diciembre de 1993, en el seno de una familia de ascendencia rusa y rumana, así como judía asquenazí. Entró en la industria pornográfica animada por su amiga, también actriz pornográfica, Jessica Robbin, quien comenzó su carrera como camgirl. Pese a que inicialmente Roxanne se dedicaba a shows de temática fetichista, acabó siendo contactada por un agente de la industria que le consiguió sus primeros castings.
Debutó como actriz pornográfica en noviembre de 2012, poco antes de cumplir los 19 años. Ha trabajado para productoras como Evil Angel, Zero Tolerance, Pure Play Media, Digital Sin, Kink.com, Jules Jordan Video, New Sensations, Elegant Angel, Brazzers, Reality Kings, Naughty America, Girlfriends Films o Fetish Network, entre otras.
En 2014 recibió su primera nominación en los Premios AVN en la categoría de Mejor escena de sexo lésbico en grupo por Party of Three 7, junto a Mercedes Lynn y Verónica Rodríguez. Un año después recibió otra nominación en los mismos premios a la Mejor escena de sexo en grupo por 4 Men and a Lady.
Se retiró en 2018 con más de 170 películas como actriz.
Otras películas suyas son Anal Perverts 3, Buttsluts 2, Footjob Addict 5, Hard Body Teens, Interracial Family Affair, My Sister's Hot Friend 42, Nubiles Casting 3, Secret Lesbian Diaries 3, Taboo 18 24 o Teenage Rampage 10.

## Premios y nominaciones
| Año  | Ceremonia         | Resultado | Premio                                | Trabajo          |
| ---- | ----------------- | --------- | ------------------------------------- | ---------------- |
| 2013 | Sex Awards        | Nominada  | Hottest New Girl                      | —                |
| 2014 | Premios AVN       | Nominada  | Mejor escena de sexo lésbico en grupo | Party of Three 7 |
| 2015 | Premios AVN       | Nominada  | Mejor escena de sexo en grupo         | 4 Men and a Lady |
| 2015 | Premios AVN       | Nominada  | Premio fan: Debutante más rompedora   | —                |
| 2016 | Spank Bank Awards | Nominada  | Bondage Artiste of the Year           | —                |
| 2016 | Spank Bank Awards | Nominada  | Fetish Virtuoso of the Year           | —                |
| 2016 | Spank Bank Awards | Nominada  | Tortured Fuck Doll of the Year        | —                |
| 2017 | Spank Bank Awards | Nominada  | Bondage Artiste of the Year           | —                |
| 2017 | Spank Bank Awards | Nominada  | Servile Sub of the Year               | —                |
| 2018 | Spank Bank Awards | Nominada  | Bondage Artiste of the Year           | —                |
| 2018 | Spank Bank Awards | Nominada  | Servile Sub of the Year               | —                |